# Soběsuky (Plumlov)
Soběsuky je vesnice, část města Plumlov v okrese Prostějov. Nachází se asi 1,5 km na jihozápad od Plumlova. Prochází zde silnice II/377. V roce 2009 zde bylo evidováno 105 adres. V roce 2001 zde trvale žilo 267 obyvatel.
Soběsuky leží v katastrálním území Soběsuky u Plumlova o rozloze 2,49 km2.

## Název
Typ pojmenování Soběsuky (na Moravě k němu patří ještě jméno Soběsuk, Soběchleb a zaniklých vesnic Soběbřich, Soběhřibů, Soběrad a Soběkur) není jednoznačně vysvětlen. Složka sobě- zřejmě označovala obyvatele žijící stranou, odděleně od ostatních ("pro sebe"), druhá část měla asi jen blíže identifikující funkci a vztah obou částí byl při vzniku jména pouze volný.

## Obyvatelstvo

### Struktura
Vývoj počtu obyvatel za celou obec i za jeho jednotlivé části uvádí tabulka níže, ve které se zobrazuje i příslušnost jednotlivých částí k obci či následné odtržení.
| Místní části   | Místní části  | 1869 | 1880 | 1890 | 1900 | 1910 | 1921 | 1930 | 1950 | 1961 | 1970 | 1980 | 1991 | 2001 | 2011 |
| -------------- | ------------- | ---- | ---- | ---- | ---- | ---- | ---- | ---- | ---- | ---- | ---- | ---- | ---- | ---- | ---- |
| Počet obyvatel | část Soběsuky | 317  | 332  | 352  | 364  | 403  | 396  | 348  | 315  | 295  | 266  | 218  | 242  | 267  | 347  |
| Počet domů     | část Soběsuky | 47   | 51   | 54   | 56   | 61   | 62   | 64   | 80   | 76   | 70   | 68   | 81   | 94   | 99   |

## Přírodní poměry
Vesnicí protéká říčka Hloučela a potok Osina.
V katastru obce leží přírodní památka Kozí horka.

## Fotogalerie

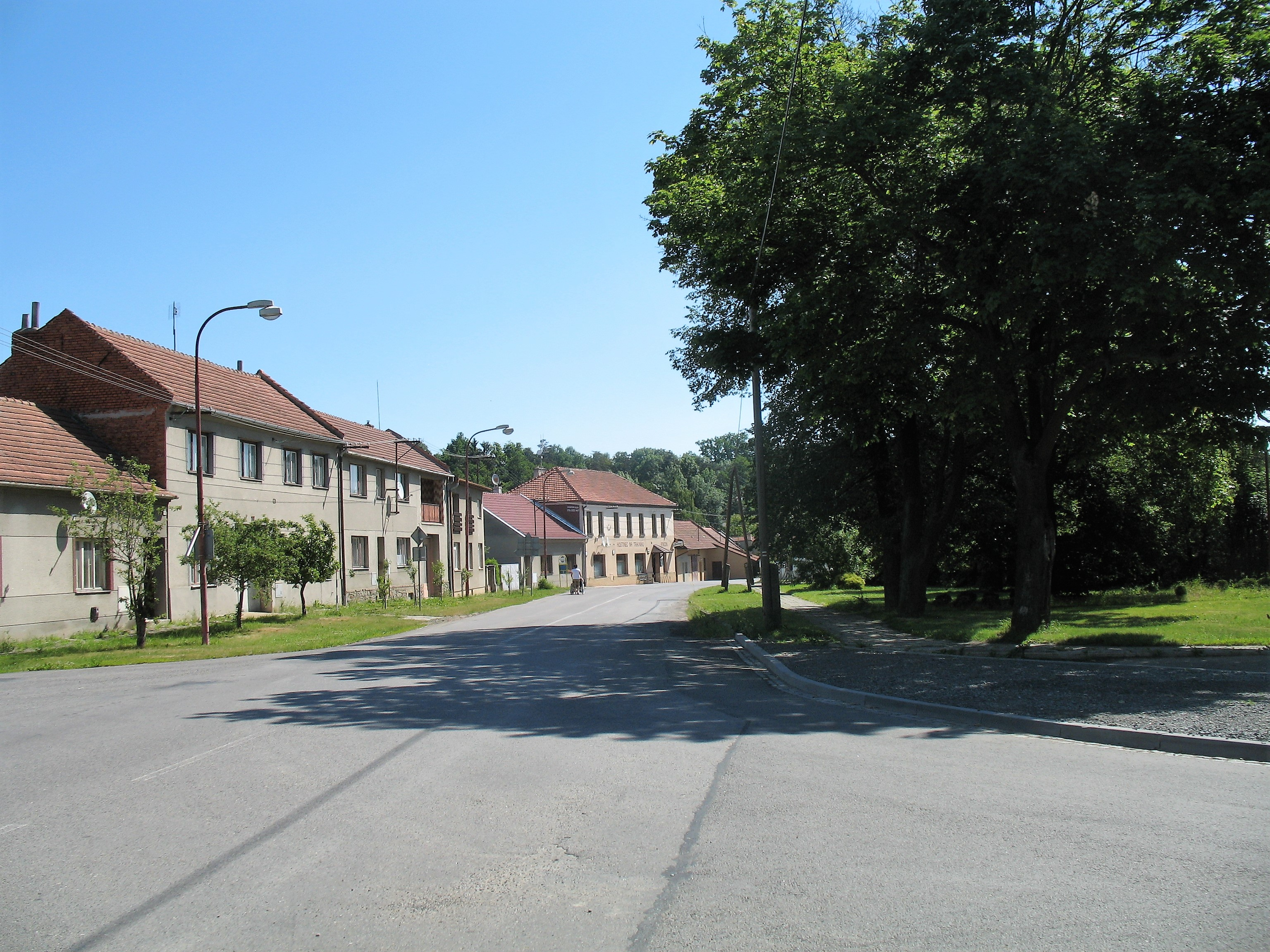
Střed obce
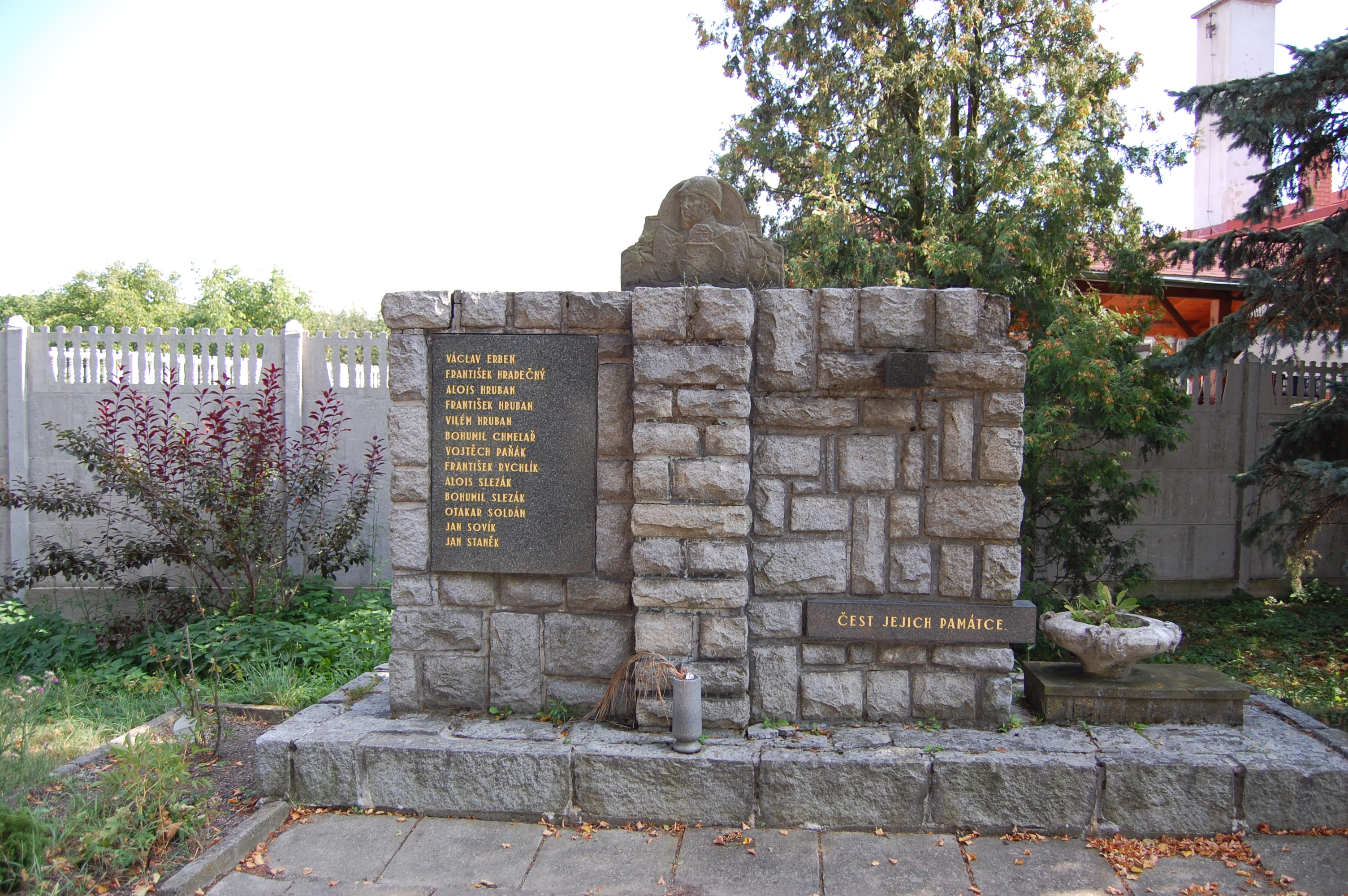
Pomník obětem světové války
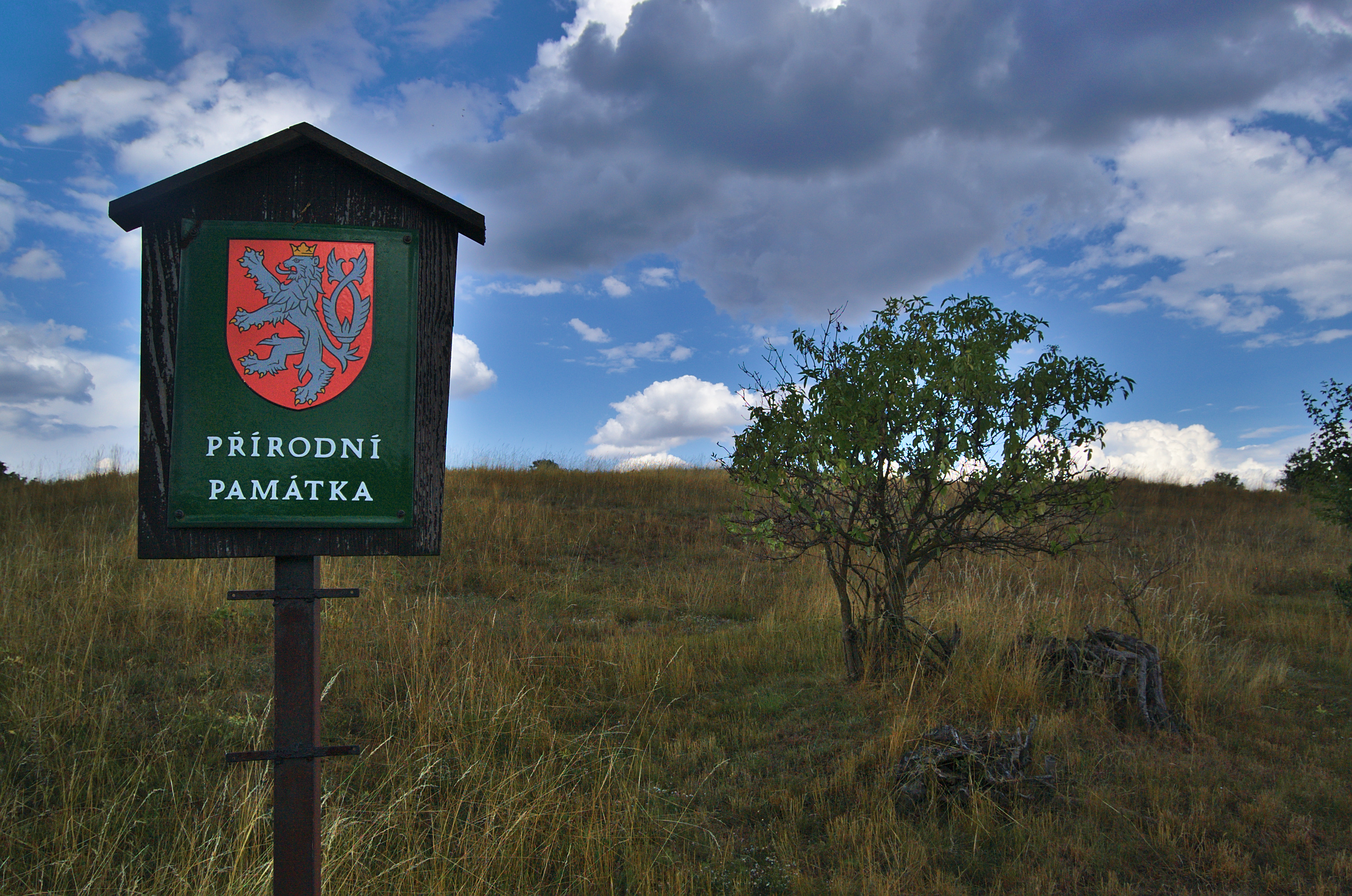
Přírodní památka Kozí horka
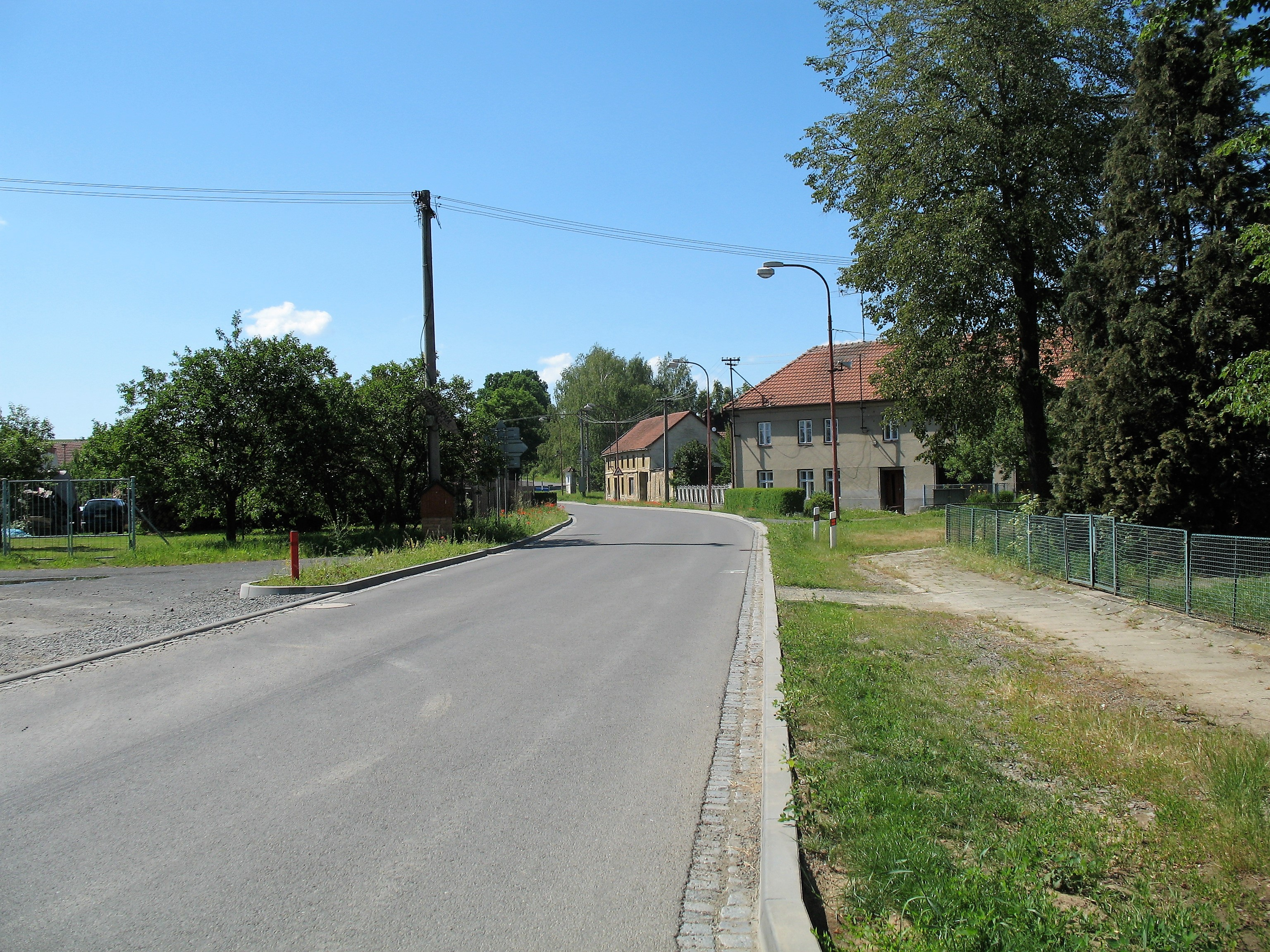
Cesta do Krumsína